# جین تینگوئلی

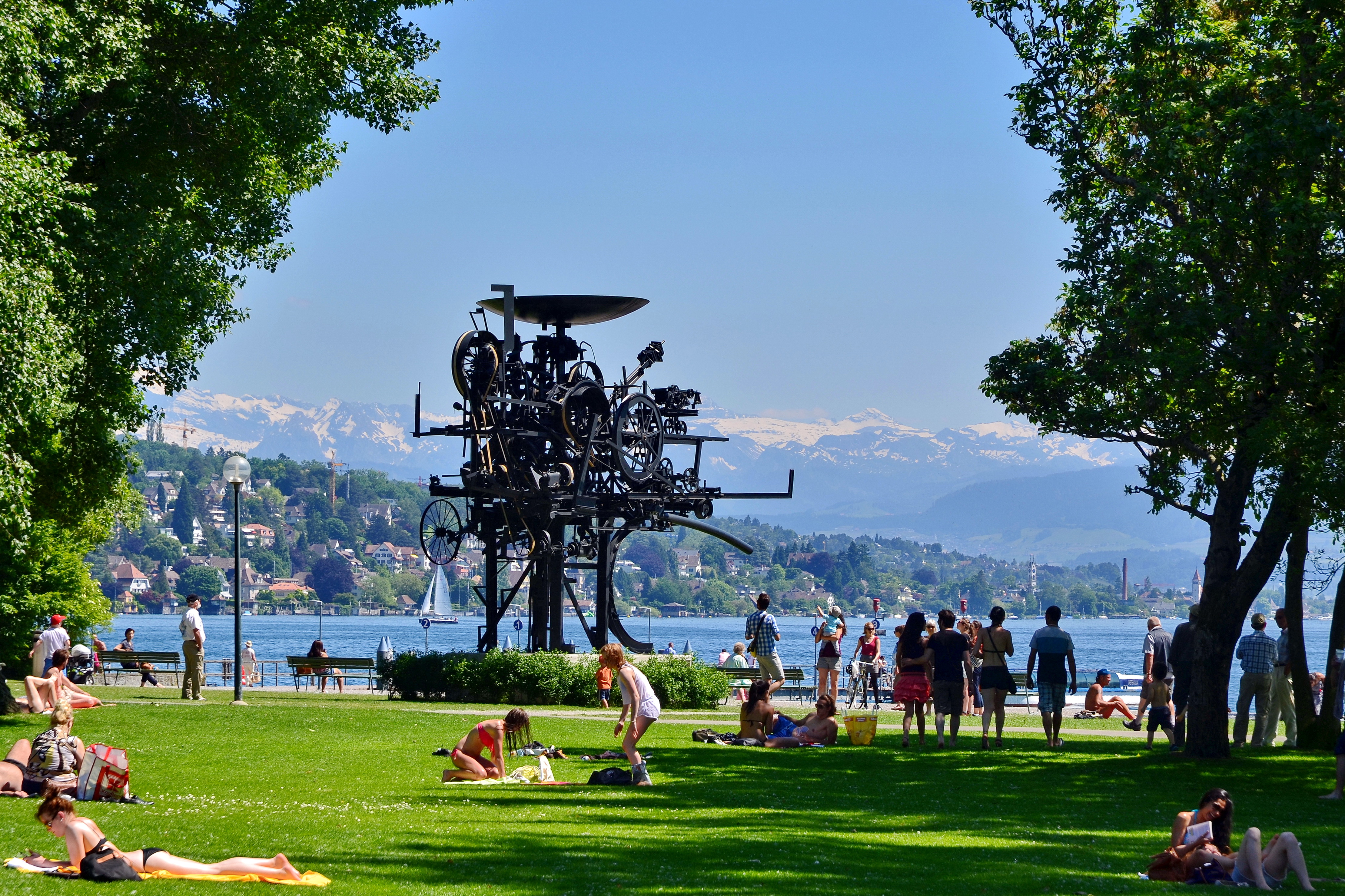
یوریکای تینگلی در پارکی در زوریخ

جین تینگلی (به انگلیسی: Jean Tinguely)(تولد ۲۲می ۱۹۲۵- مرگ۳۰ اگست ۱۹۹۱) نقاش و تندیس‌گر برجستهٔ سوئیسی است. وی با تلفیق مکتب دادائیسم و هنر سینتیک پایه‌گذار سبک جدیدی در تندیس‌گری به نام مِتامتیک شد. او ابتدا به فراگیری نقاشی پرداخت اما بعداً به سمت ساخت مجسمه‌های متحرک گرایش پیدا کرد. در سال ۱۹۵۰ وسیله‌ای موتوردار که آنرا متامتیکس می‌خواند ساخت که نقاشی‌های انتزاعی تولید می‌کرد. او این وسیله را به شیوه ی الکترونیکی طوری برنامه‌ریزی کرده بود که به‌طور پیش بینی ناپذیری زمانی که قلم را در گیره‌اش قرار می‌داد و دکمه را فشار می‌داد نقاشی‌هایی شبیه به آثار اکسپرسیونیزم انتزاعی را بروی بوم تولید می‌کرد.

## زندگی شخصی
جین تینگلی در طول زندگی‌اش با دو هنرمند شناخته‌شده ازدواج کرد. اولین ازدواجش با ایوا آاِپلی و دومین ازدواجش با نیکی د سان فال بود.